# Thirston
Thirston – civil parish w Anglii, w hrabstwie Northumberland. W 2011 civil parish liczyła 513 mieszkańców. W obszar civil parish wchodzi także Bockenfield.